# Koidula-museet
Koidula-museet (estniska: Koidula Muuseum) är ett museum i Pärnu, Estland på Johann Voldemar Jannsens gata 37.
Museet ligger i en byggnad som uppfördes 1850.
Från 1850 till 1863 var det hem för Johann Voldemar Jannsen och hans dotter Lydia Koidula.